# Toda la gente sola
Toda la gente sola es una película argentina de comedia dramática de 2009 escrita y dirigida por Santiago Giralt y protagonizada por Alejandro Urdapilleta, Mónica Villa, Luciano Castro, Erica Rivas, Lola Berthet y Elias Viñoles. 

## Sinopsis
100 días sin lluvia. Es un verano de calor abrasador en Venado Tuerto. Ana (Mónica Villa), una ama de casa que intenta sostener una imagen de familia feliz, Alicia (Erica Rivas), una mujer que descubre que su marido la engaña, Julián (Luciano Castro), un hombre que pelea contra las adicciones de su pasado, Lola (Lola Berthet), una chica soltera que tiene miedo a ser rechazada, Peloso (Alejandro Urdapilleta), un pastor evangelista que no sabe cómo ayudarse a sí mismo y Damián (Elías Viñoles), un adolescente obeso y reprimido que debe hacerse cargo de su verdadera sexualidad, estos personajes tan diferentes se encuentran, se cruzan y se enfrentan en un drama sobre la soledad, el deseo, el amor y las ganas de vivir.

## Reparto
- Lola Berthet - Lola
- Luciano Castro - Julián
- Elías Viñoles - Damián
- Mónica Villa - Ana
- Erica Rivas - Alicia
- Alejandro Urdapilleta - Hermano Peloso
- Esteban Meloni - Padre Roberto
- Silvina Acosta - Yanina
- Luciano Nóbile - Romeo
- Fernando Ferrer - Jorge
- Marcos Odasso - Francisco
- Viviana Gazzola - Nancy
- Héctor Gióvine - Gerardo
- Juan Minujín